# Église de la Consolazione a Carbonara

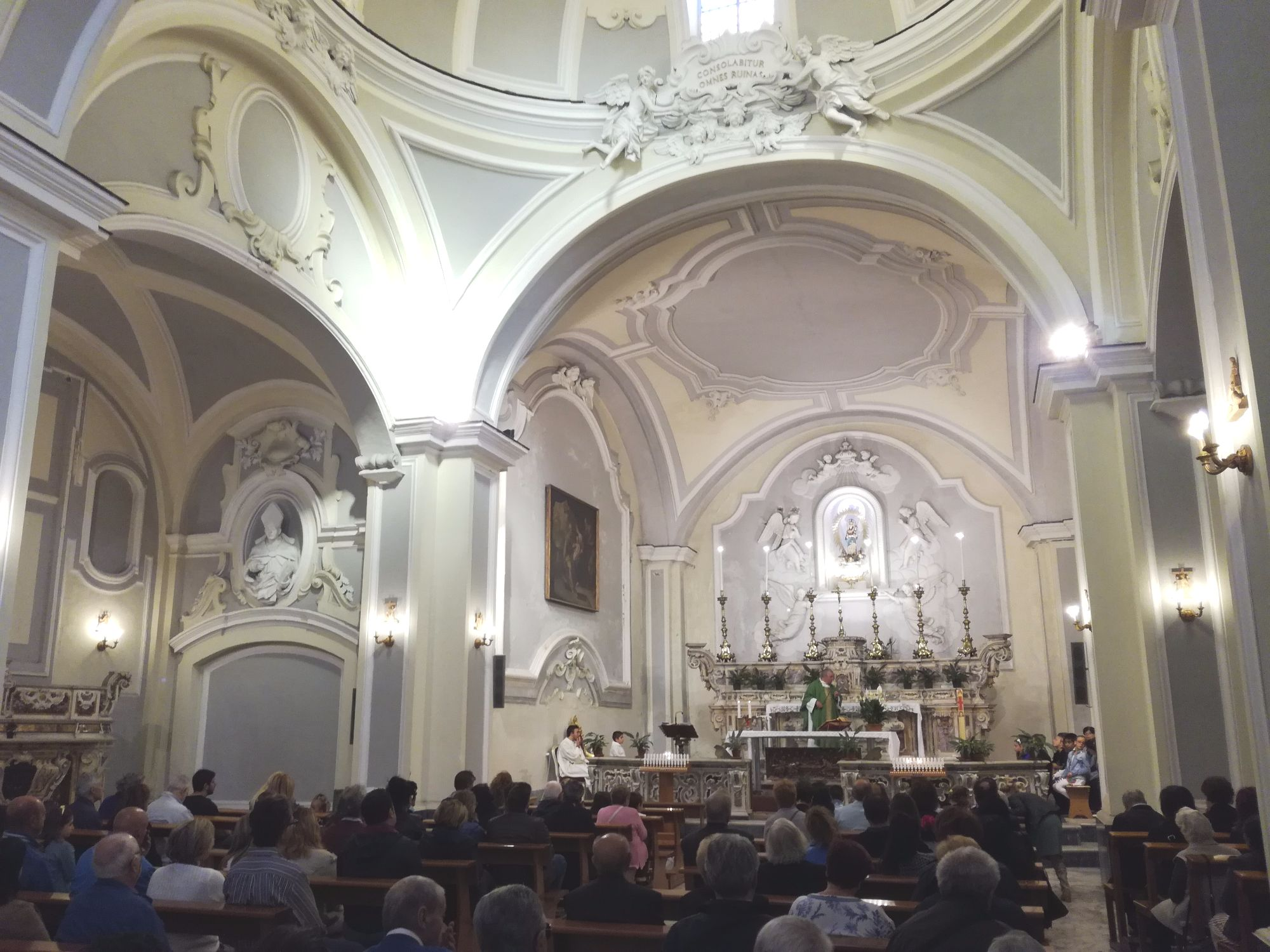
Vue interne.

Pour les articles homonymes, voir Carbonara.
L'église Sainte-Marie-de-la-Consolation de Carbonara (chiesa Santa Maria della Consolazione a Carbonara) est une église baroque de Naples. Elle se trouve en dessous de l'église San Giovanni a Carbonara.

## Histoire et description
L'église est fondée en 1720 par les Pères augustins pour accueillir une image de la Vierge trouvée dans la boutique d'un menuisier. Les plans sont confiés à Ferdinando Sanfelice. Giuseppe Sanmartino est l'auteur du maître-autel et de sa balustrade qui se trouvaient auparavant dans l'église San Giovanni a Carbonara. La chapelle en face de l'entrée abrite des sculptures d'Annibale Caccavello.
L'intérieur est richement décoré de stucs ; il comprend une nef et des petites chapelles latérales et se termine par une abside rectangulaire. L'église est couverte de voûtes en berceau et d'une coupole elliptique.

## Source de la traduction
- (it) Cet article est partiellement ou en totalité issu de l’article de Wikipédia en italien intitulé « Chiesa della Consolazione a Carbonara » (voir la liste des auteurs).